# Frabokht
Frabokht oder Farbokht (auch: Marabokht, Karabucht, persisch فربخت, bl. 421) war ein Bischof der Kirche des Ostens in Seleukia-Ktesiphon. Er war Groß-Metropolit und Primas, allerdings nur für kurze Zeit im Jahr 421. Wie andere frühe Bischöfe von Seleukia-Ktesiphon wird er in den traditionellen Listen der Patriarchen der Assyrischen Kirche des Ostens aufgeführt.

## Patriarchatszeit
Bar Hebraeus gab den folgenden Bericht über Frabokhts Patriarchat:

„Nach Magna, Marabokht. Dies ist ein persischer Name. Dieser Mann, nach der Anathematisierung von Magna, bestach König Bahram, den Sohn von Yazdegerd, und überzeugte die Bischöfe unter Androhung von Gewalt, ihn zu weihen. Die Bischöfe flohen dann zu den führenden Männern des Königreichs und fanden die Gelegenheit Marabokht abzusetzen, und nachdem sie ihn vollständig zurückgewiesen hatten, stießen sie ein Anathema gegen ihn aus.“

Ein etwas umfangreicherer Bericht von Mari:

„Der Patriarch Farbokht war Bischof von Kazrun (Diözese Fars). Nach dem Tod des Patriarchen Ma′na bemühte er sich um die Hilfe des Generals von Bahrams Garde, um das Patriarchat zu erhalten, indem er ihm große Summen Geld gab und versprach, den Bräuchen der Magi zu folgen; zu gleicher Zeit bedrängte er die Leute und die führenden Männer, bis sie ihn zum Patriarchen ernannten. Er saß nur eine kurze Zeit (im Amt), und nach kurzer Zeit flehten die Väter und Bischöfe die Freunde Bahrams an, ihn abzusetzen. Und so wurde die Kirche von seiner Frevelhaftigkeit gerettet, und sein Name wurde aus der Liste der Lebenden und der Toten entfernt.“